# Ospholmen
Ne doit pas être confondu avec Ospholmen (Lindås) ou Ospholmen (Alver).
Ospholmen est une île dans le landskap Sunnhordland du comté de Vestland. Elle appartient administrativement à Kvinnherad.

## Géographie
Rocheuse et couverte d'arbres, elle s'étend sur environ 214 m de longueur pour une largeur approximative de 86 m.